# Kamil Wiśniewski
Pas d'image ? Cliquez ici
Kamil Wiśniewski, né le 23 septembre 1982, à Wyszków est un pilote polonais de rallye-raid, en quad.

## Palmarès

### Résultats au Rallye Dakar
| Année | Categorie | Marque | Position       | Victoires d'etapes |
| ----- | --------- | ------ | -------------- | ------------------ |
| 2017  | Quad      | Can-Am | 10e            | -                  |
| 2018  | Quad      | Can-Am | 13e            | -                  |
| 2019  | Quad      | Can-Am | 6e             | -                  |
| 2020  | Quad      | Yamaha | 5e             | 1                  |
| 2021  | Quad      | Yamaha | 4e             | -                  |
| 2023  | Quad      | Yamaha | Abd. (Étape 9) | -                  |

### Résultats en rallye
- 3e du Rallye de Sardaigne en 2015
- 3e du Qatar Sealine Cross Country Rally en 2015